# دوکان‌لار
دوکان‌لار (ترکی آذربایجانی: Dükanlar) یک منطقهٔ مسکونی در جمهوری آرتساخ است که در استان شوشی واقع شده‌است.